# Бор (Окуловский район)
Бор — деревня в Окуловском муниципальном районе Новгородской области, относится к Боровёнковскому сельскому поселению.

## География
Деревня расположена на Валдайской возвышенности на левом берегу реки Кисса, в 28 км к западу от Окуловки (39 км по автомобильной дороге), до административного центра сельского поселения — посёлка Боровёнка 16 км (19 км по автомобильной дороге).
В окру́ге расположены ещё три деревни: Чернецко на западе в 3 км, Большой Заполек в 2 км на востоке и Ольховка на северо-востоке в 3 км. В 1 км к югу протекает река Волма.

## История
В Новгородской губернии деревня была приписана к Заручевской волости Крестецкого уезда, а с 30 марта 1918 года Маловишерского уезда. После 1927 года деревня входила в Заручевский сельсовет, затем до 2005 года деревня входила в число населённых пунктов подчинённых администрации Боровёнковского сельсовета, после вошла в число населённых пунктов Боровёнковского сельского поселения.
Археологические исследования, проводившиеся на территории района, указывают на то, что самым заселённым местом в районе с неолита и в средневековье была местность в районе деревни.

## Население
Численность постоянного населения деревни (2006 год) — 2 человека.
| 2010 |
| ---- |
| 0    |

## Транспорт
Ближайшая железнодорожная станция расположена в Боровёнке. Через деревню проходит автомобильная дорога из Боровёнки в Заручевье.